# Vladimír Jánoš
Vladimír Jánoš (23 de noviembre de 1945) es un deportista checoslovaco que compitió en remo.
Participó en tres Juegos Olímpicos de Verano entre los años 1968 y 1976, obteniendo una medalla de bronce en Múnich 1972 en la prueba de cuatro con timonel. Ganó una medalla de bronce en el Campeonato Europeo de Remo de 1973.

## Palmarés internacional
| Juegos Olímpicos   | Juegos Olímpicos | Juegos Olímpicos  | Juegos Olímpicos   |
| Año                | Lugar            | Medalla           | Prueba             |
| ------------------ | ---------------- | ----------------- | ------------------ |
| 1972               | Múnich (RFA)     | Medalla de bronce | Cuatro con timonel |
| Campeonato Europeo |                  |                   |                    |
| Año                | Lugar            | Medalla           | Prueba             |
| 1973               | Moscú (URSS)     | Medalla de bronce | Cuatro con timonel |